# Downtown Core
Downtown Core (tiếng Trung: 市中心; Hán-Việt: Thị Trung tâm, tiếng Mã Lai: Pusat Bandar, tiếng Tamil: டவுன்டவுன் கோர்) là trung tâm lịch sử và thương mại của của thành quốc Singapore. Đây là một trong mười một khu quy hoạch thuộc khu Trung Hoàn, khiến cho Trung Hoàn càng thêm sầm uất. Downtown Core được bao bọc bởi Rochor ở phía bắc, Kallang ở đông bắc, Đông Marina và Nam Marina về phía đông, Straits View về phía đông nam, Bukit Merah ở hướng nam, cũng như Outram, Nhà bảo tàng và Sông Singapore ở phía tây.
Là trung tâm tài chính của Singapore, Downtown Core là nơi đặt trụ sở chính của và văn phòng của nhiều tập đoàn thương mại, lẫn Sở giao dịch chứng khoán Singapore. Nơi đây cũng bao gồm quận hành chính (Civic District), nơi tọa lạc của nhiều cơ quan chính phủ, trong đó đáng chú ý là tòa nhà Quốc hội và Tối cao Pháp viện Singapore.
Lịch sử hiện đại Singapore bắt đầu từ khu vực này, khi Stamford Raffles và đại diện Công ty Đông Ấn Anh cập bờ Sông Singapore để thành lập một hải cảng tự do trong khu vực Đông Nam Á. Do hải cảng cũ tiếp tục phát triển dọc cửa biển khu bờ sông, khu thành thị mở rộng theo một cách tự nhiên, khu Trung Hoàn vì thế cũng hình thành.
Trong giao tiếp thường ngày, tên gọi "Downtown Core" tương đối ít được sử dụng, cách gọi  Quận thương mại Trung tâm (tiếng Anh: Central Business District, viết tắt: CBD) được dùng phổ biến hơn. Tuy vậy, khu vực được biết đến với tên tắt là CBD thực tế còn bao gồm một vùng nhỏ nằm trong chính Downtown Core, chiếm phần tây-nam và tây của khu quy hoạch này. Nó được tạo thành bởi bảy tiểu khu là Anson, Cecil, Clifford Pier, Maxwell, Phillip, Raffles Place và Tanjong Pagar. Trung tâm của CBD đã mở rộng ra khỏi địa giới của nó, và cách gọi này nhiều lúc cũng dùng để chỉ toàn bộ khu Trung Hoàn.

## Lịch sử
Là Singapore hãy còn là một thuộc địa non trẻ, khu vực mà nay là Downtown Core đã là trung tâm tài chính, hành chính và thương mại của xứ thuộc địa này. Năm 1823, Singapore được tái tổ chức theo Kế hoạch Jackson của Sir Stamford Raffles, đề xuất phát triển những khu như Commercial Square (hiện nay là Raffles Place) và Đô thị Âu cũng như nhiều công trình thương mại và hành chính lân cận. Khu vực này sau đó trở thành Downtown Core.